# Achoerodus viridis
Achoerodus viridis е вид лъчеперка от семейство Labridae. Видът е почти застрашен от изчезване.

## Разпространение
Разпространен е в Австралия.